# Samsung Omnia W
Samsung Omnia W (inne nazwy: Samsung Focus Flash, GT-I8350W) – telefon komórkowy typu smartfon, produkowany od jesieni 2011 roku przez firmę Samsung.

## Nazwa
I8350 nazwany został według nowego systemu nazewnictwa smartfonów Samsunga. Zgodnie z nim Omnia W jest modelem klasy wyższej.

## Podzespoły

### Ekran
I8350 wyposażony został w ekran 3,7" typu SuperAMOLED, o rozdzielczości 480 × 800 pikseli, rozróżniający 16 milionów kolorów.

### Procesor
Omnia W posiada układ SOC firmy Qualcomm. Jest to jednordzeniowy model MSM8255T z serii Snapdragon S2, pracujący z częstotliwością 1,4 GHz. GPU w tym modelu to Adreno 205.
Taki sam układ SOC wykorzystano dwóch innych Samsungach: i8150 Galaxy W oraz w i9001 Galaxy S Plus.

### Pamięć
Telefon posiada 512 MB pamięci RAM (Mobile-DDR), 1024 MB pamięci ROM oraz 8 GB przestrzeni dyskowej.

### Aparat
Omnia W wyposażona została w dwa aparaty – przedni (do wideo-rozmów, rozdzielczość 1.3 MPx) oraz tylny, o rozdzielczości 5 MPx, nagrywający filmy w standardzie 720p. Do oświetlania zdjęć nocnych służy wbudowana lampa LED.

### System
I8350, jak inne telefony z serii Omnia (prócz Omnia HD) pracuje pod kontrolą systemu firmy Microsoft. W modelu Omnia W jest to fabrycznie system Windows Phone 7.5 Mango. Jest jednak możliwość zainstalowania wersji 7.8 - należy w tym celu przeprowadzić aktualizację z poziomu aplikacji Microsoft Zune.